# Amphibulus pyrrhoborealis
Amphibulus pyrrhoborealis är en stekelart som beskrevs av Luhman 1991. Amphibulus pyrrhoborealis ingår i släktet Amphibulus och familjen brokparasitsteklar. Inga underarter finns listade i Catalogue of Life.